# Прапор Дар'єну

Прапор Дар'єну

Прапор Дар'єну — прапор панамської провінції Дар'єн. Невідомо, коли цей прапор був офіційно встановлений як прапор провінції, також невідомо, хто його розробив. Він розділений по діагоналі на два трикутника, один синій та один зелений, з чотирма зірками в центрі, які утворюють півколо.
Блакитна область представляє Дар'єнський розрив в цілому, його ґрунт, його мешканців, сільське господарство та посіви, родючість його землі та наполегливу працю, яку працівники докладають для підтримки розвитку цієї провінції. Він також символізує Тихий океан і його гідрографічні басейни.
Зелена зона представляє ліси та джунглі, які можна знайти по всій провінції Дар'єн. Зелений колір символізує Національний парк Дар’єн з надзвичайними лісами та туристичними об’єктами, де люди можуть насолодитися чарівними враженнями. 